# エナントトキシン
エナントトキシン（英: oenanthotoxin）は、エナントサフラン（Oenanthe crocata）やその他のセリ属（Oenanthe） 植物から抽出される毒素である。中枢神経系の毒で、神経伝達物質であるγ-アミノ酪酸の非競合アンタゴニストとして作用する。古代サルデーニャでは、当地のセリに含まれるこの毒素が安楽死に用いられていた。エナントトキシンは1949年に、Clarkeらによって結晶化された。構造的には、シクトキシンやファルカリノールと非常に近い。

## 産出
植物中のエナントトキシンの濃度は季節の変化や地理的条件に依存するが、冬の終わりから春の初めにかけて最も高くなる。有毒な植物の多くが苦味や灼熱感を伴うのに対し、むしろ甘く心地よい味と匂いを持ち、空気に触れることで色が変わる黄色い液体が特徴的である。根が最も毒性が高いが、植物全体が有毒である。

## 歴史と文化
エナントトキシンを含む植物の発見と利用はソクラテスやホメロス以前にまでさかのぼり、毒物としての最初の利用は紀元前1800年から紀元前800年の間、ローマ時代以前のサルデーニャで行われたと考えられている。古代サルデーニャでは、人道的な安楽死の手段と考えられていた。自分の身の回りの世話ができない高齢者はこの毒を含むセリが投与され、確実に死に至らせるために高い岩から突き落とされた。また、ソクラテスの処刑の際にこの植物の摂取が行われたとも言われている。
エナントトキシンの一般的な症状は痙笑(Risus sardonicus）である。摂取後に生じる硬直した笑顔（"Sardonic Grin"）はホメロスによって記録されており、「嘲笑」や「引きつり笑い」を意味する言葉として知られている。さらに、少量であれば筋弛緩剤として美容上のボトックスのような効果があるとされている。

## 作用機序
エナントトキシンは比較的よく知られた毒素であるが、その作用機序は完全には理解されていない。その作用機序はシクトキシンのものと類似しているという証拠が存在する。 
エナントトキシンはC17共役ポリアセチレンの1つであり、中枢神経系においてγ-アミノ酪酸（GABA）の非競合阻害剤として作用する。GABAは中枢神経系のGABAA受容体のβサブユニットに結合して受容体を活性化し、塩化物イオンの細胞膜を越えた流入を増加させ、神経細胞の活動を阻害する。エナントトキシンが体内に取り込まれた際には、GABAと同じくβサブユニットに非競合的に結合し、その正常な機能を阻害する。エナントトキシンは同じ受容体に結合することで塩素チャネルを遮断し、過剰な興奮を生じさせる。このGABA作動性応答の遮断によって神経細胞の活動亢進が引き起こされ、けいれんと発作が生じる。

### 症状
エナントトキシンは有毒できわめて危険性が高く（マウスLD50 = 0.58 mg/kg）、多数の症例研究によって症状が記載されている。一般的な症状としては、けいれん、発作、吐き気、下痢、頻脈、散瞳、横紋筋融解症、腎不全、呼吸不全、不整脈などがある。
エナントトキシンが体内の各器官系に引き起こすことが記録されている症状を下の表にまとめる。
| 器官系 | 症状 |
| ------ | --- |
| 神経   | 不明瞭言語、めまい、錯感覚、せん妄、運動失調、昏睡、発作、開口障害、反射亢進、後弓反張、攣縮、脳浮腫、てんかん重積状態 |
| 消化管 | 吐き気、嘔吐、流涎、腹痛                                                                                               |
| 呼吸器 | 鬱血、呼吸困難、呼吸抑制、気道閉塞、呼吸停止、無呼吸                                                                   |
| 心血管 | 頻脈、徐脈、高血圧、低血圧、不整脈、心停止                                                                             |
| 腎臓   | 糖尿、タンパク尿、血尿、乏尿、ミオグロビン尿、急性腎不全                                                               |
| 筋骨格 | 筋力低下、筋痙攣、筋硬直、横紋筋融解症                                                                                 |
| 代謝   | 体温上昇、肝機能不全、低カリウム血症、播種性血管内凝固症候群、代謝性アシドーシス、高窒素血症                           |
| 視覚   | 散瞳 |
| 表皮   | 発汗、チアノーゼ、顔面紅潮                                                                                             |